# Cratere Dulovo
Dulovo  è un cratere sulla superficie di Marte.